# Deliric
Răzvan Eremia (n. 16 august 1982), cunoscut mai bine sub numele de scenă Deliric, este un rapper român și unul dintre membrii fondatori ai trupei C.T.C.

## Discografie[3]
| Anul | Album                             | Casa de discuri |
| ---- | --------------------------------- | --------------- |
| 2011 | Inspecția Tehnică Periodică       | Facem Records   |
| 2013 | Delicatese (Porc Street Tapes #2) | Facem Records   |
| 2016 | Deliric X Silent Strike           | Facem Records   |
| 2019 | Deliric X Silent Strike II        | Facem Records   |
| 2025 | Deliric X Silent Strike III       | Facem Records   |